# Амброзіанська бібліотека
Амброзіанська бібліотека (італ. Biblioteca Ambrosiana) — одна з найстаріших бібліотек Італії, розташована в місті Мілан.

## Заснування
Фундатором бібліотеки був кардинал Федеріко Борромео, на той час архієпископ Мілану. Освічений аристократ, князь церкви, він вирішив заснувати бібліотеку в 1602 році. За його метою, вона ставала центром збереження рукописів і книг, потрібних для боротьби з протестантизмом.
Досить швидко бібліотека переросла первісне призначення і стала культурним осередком в Мілані з декількома відділами й функціями (богословськими, освітніми, мистецькими, суто бібліотечними).
За різними підрахунками бібліотеку вважають то другою за роком відкриття в Західній Європі (після бібліотеки Бодлеан в Англії), то четвертою найдавнішою в Італії: 
- перша — бібліотека володаря Малатести, заснована в місті Чезена  (1454 р. )
- друга — після бібліотеки Бодлеан в Англії ( 1602 р.)
- третя —  Biblioteca Angelica, відкрита в Римі у 1604 р.

## Приміщення
Читальна зала новоствореної бібліотеки відкрита 8 грудня 1609 року. Її особливістю були вільно розставлені видання, які не прикували ланцюгами до полиць, як то було заведене з середньовіччя аби зашкодити крадіжкам. Поряд була церква Санта-Мария-делла Роза. Її зруйнували у 1831 р. і в 1826—1836 рр. за проєктом міланського архітектора Джакомо Моралья вибудували сучасне приміщення в стилі пізнього класицизму. Будівля використовувалась і як бібліотека, і як пінакотека. Приміщення зайняло дві третини площі колишнього монастиря і церкви Санта-Мария-делла Роза, має декілька фасадів. Біля входу до бібліотеки встановлено мармурову скульптуру засновника — кардинала Федеріко Борромео.
В 1943 році в роки Другої світової війни вибух пошкодив будівлю і ту її частину, де зберігали лібрето стародавніх опер. Всі вони були втрачені. Відновлювально-реставраційні роботи розпочалися 10 років поспіль у 1952 р. за проєктом архітектора Луїджи Каччіа Домініоні.
У 1990—1997 роках відбулася чергова реставрація будівлі.

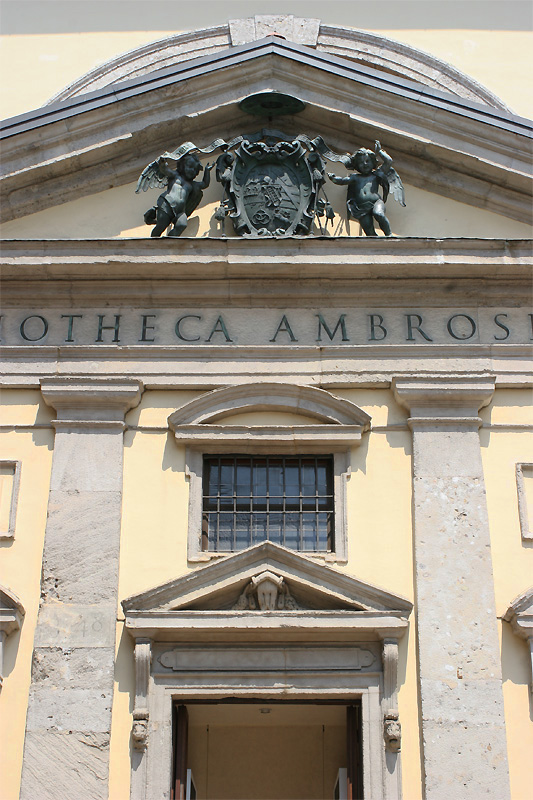
Фасад на Сан Сеполькро
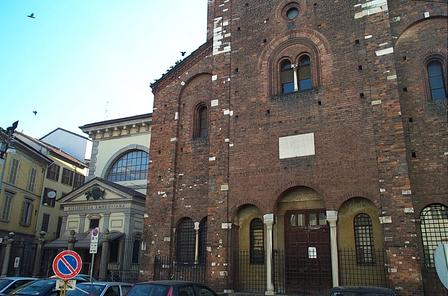
Сучасний вхід до бібліотеки
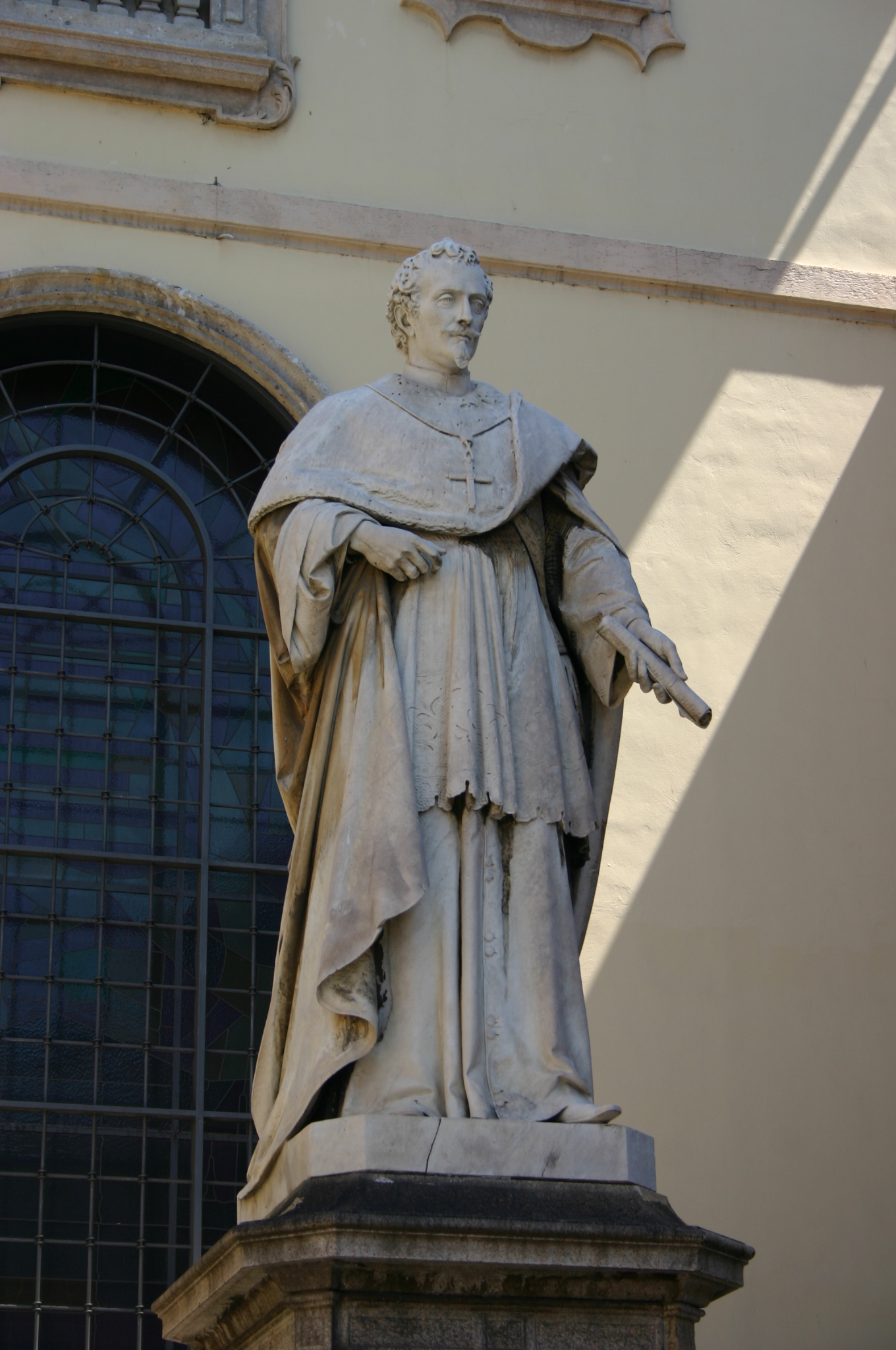
Монумент Федеріко Борромео.

## Складові частини
Це не тільки бібліотека, а справжній культурний осередок міста. Про це подбав ще засновник бібліотеки — Федеріко Борромео, що окрім рукописів і видань передав сюди свою збірку картин і скульптур, заснувавши Пінакотеку. На базі бібліотеки створили також Амброзіанську художню академію і школу по вивченню мов.

## Фонди бібліотеки

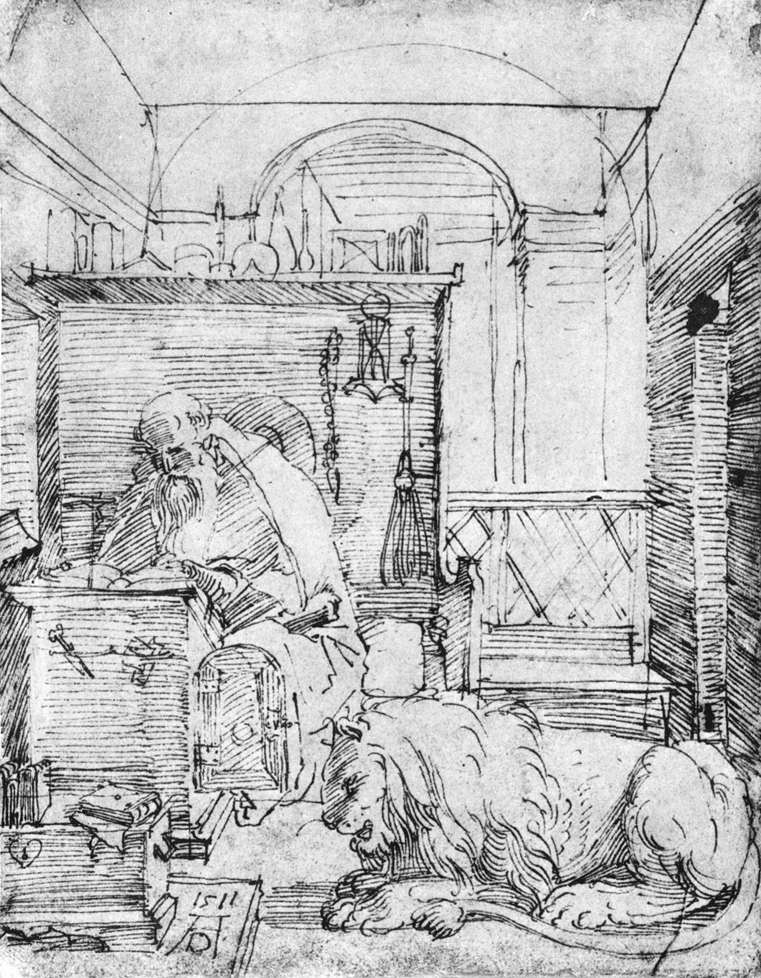
Альбрехт Дюрер, Келія Св.Єроніма, малюнок 1511 р.

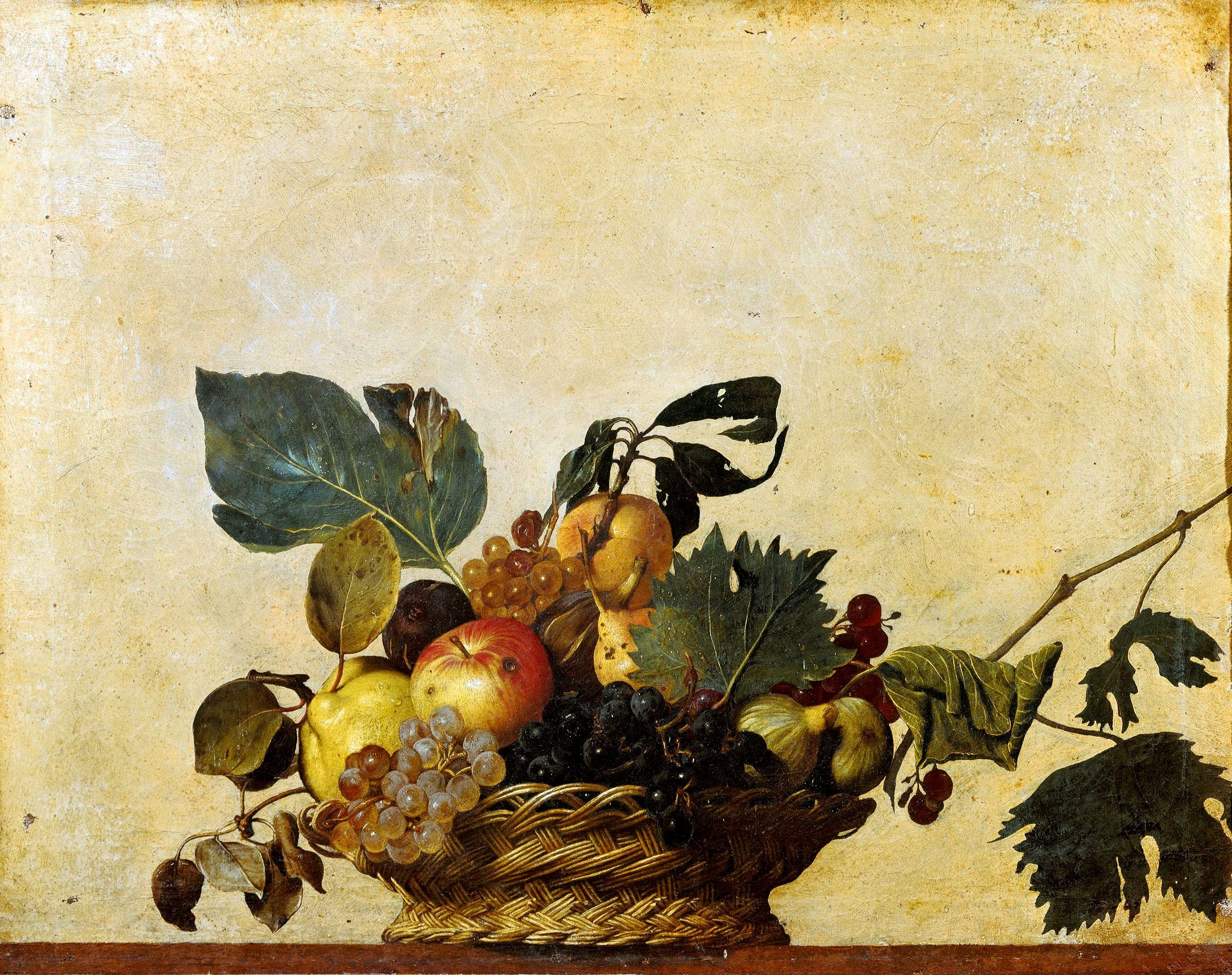
Караваджо. Кошик з фруктами. 1599 р.

Вже в XVII ст. розпочалися пошуки нових видань і рукописів для бібліотеки. Серед перших надходжень — рукописи бенедиктинського монастиря Боббіо (1606), рукописи, придбані в країнах Західної Європи й Близького Сходу, зібрання бібліофіла з міста Падуя — Пінеллі (1608), звідки привезли 70 пакунків з виданнями та 800 рукописів.
По смерті кардинила-фундатора, заклад почав отримувати видання і рукописи за заповітом. Серед надходжень — 12 рукописів Леонардо да Вінчі (серед яких і Атлантичний кодекс), альбом з малюнками художника Рубенса, гравюри майстрів Італії і Європи, живопис майстрів Італії тощо. В роки військового захоплення Ломбардії військами Наполеона, частка фондів Амброзіанської бібліотеки була конфіскована і перевезена у Париж. Лише частку вивезених фондів вдалося повернути в Мілан. Фонди бібліотеки складають.
- 30.000 рукописів
- 12.000 пергаментів
- 2.300 інкунабул (першодруків)
- 10.000 малюнків
- 30.000 гравюр, середньовічні печатки, нумізматичні колекції, археологічні знахідки.

## Живопис Амброзіанської пінакотеки

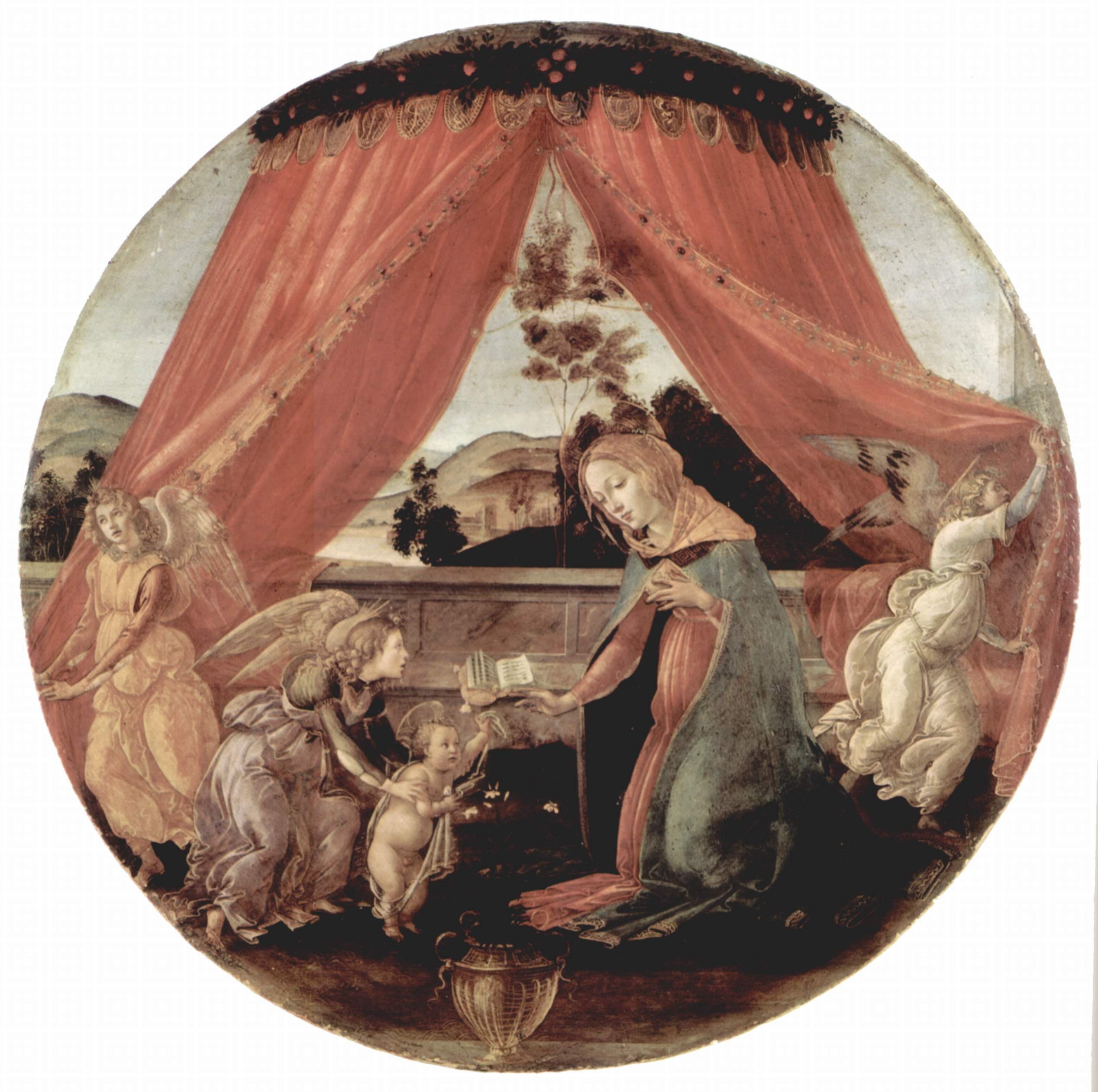
Сандро Боттічеллі, Мадонна з намовлям і янголами, 1495 р.
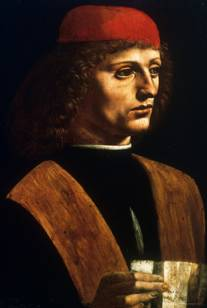
Леонардо да Вінчі. Портрет музиканта
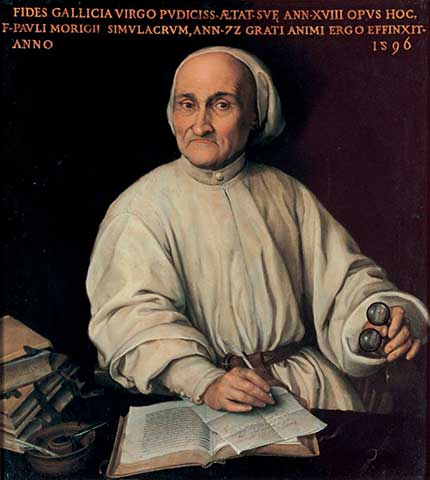
Жінка художниця Феде Гіліція, портрет ченця історика Паоло Морі́джа, 1596 р.
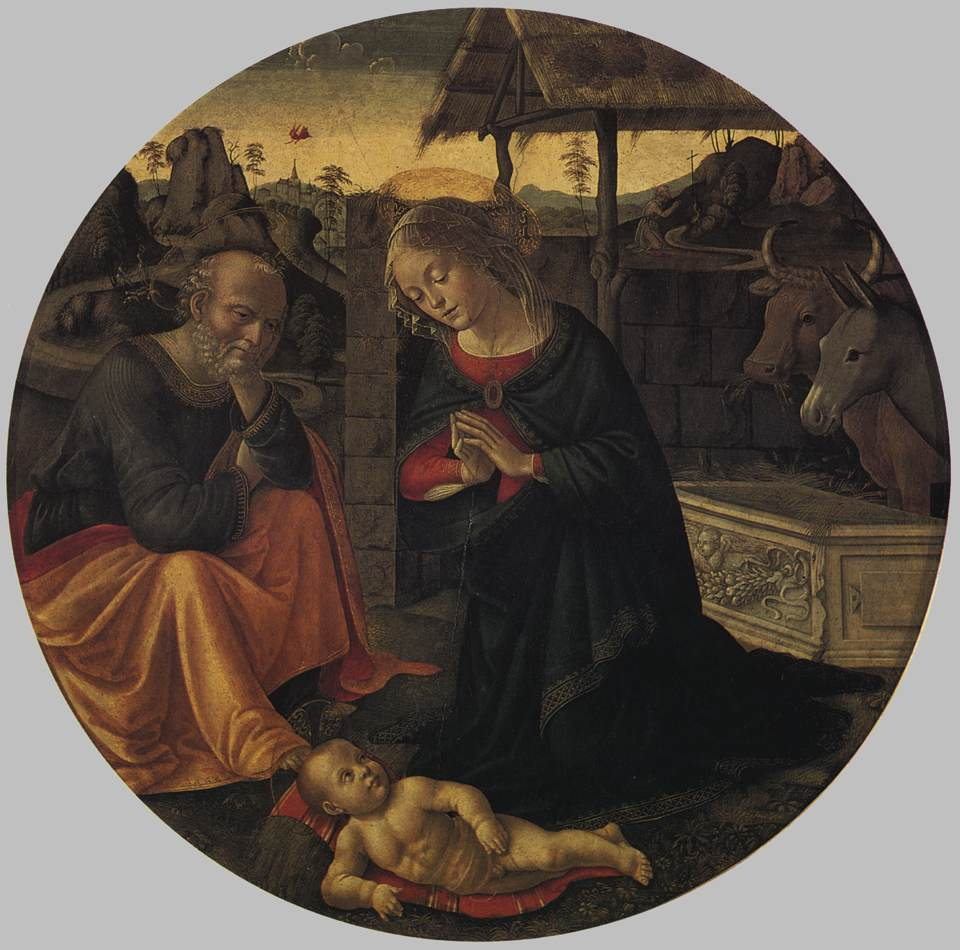
Доменіко Гірляндайо, поклоніння немовляті Христу, 1488 р.
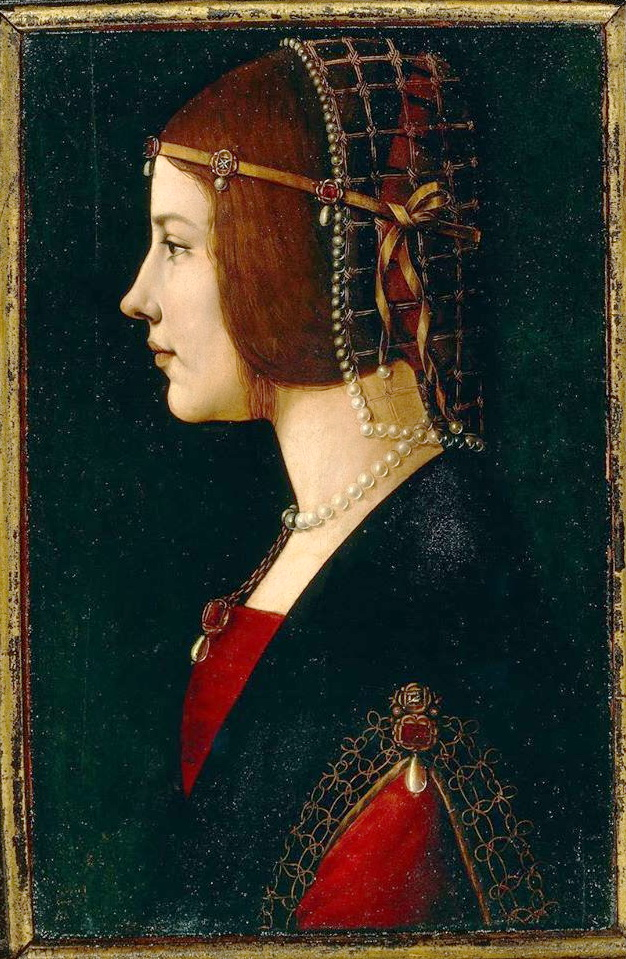
Леонардо да Вінчі.Можливо, Беатріче д'Есте.
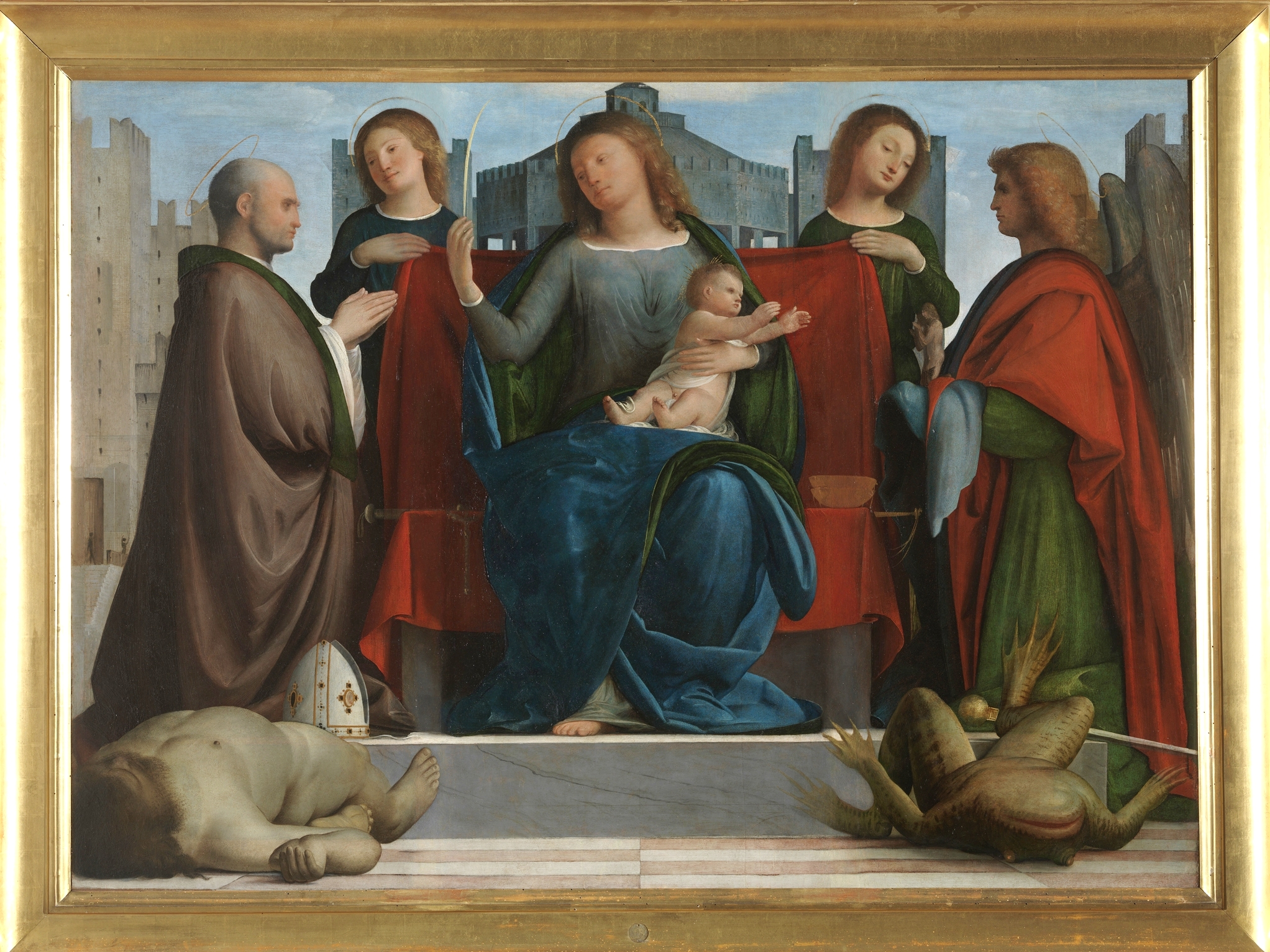
Брамантіно, Мадонна з вежами на тлі, 1520 р.
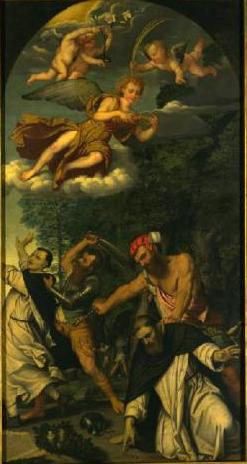
Моретто да Брешиа, мучеництво Св. Петра Веронського, 16 ст.
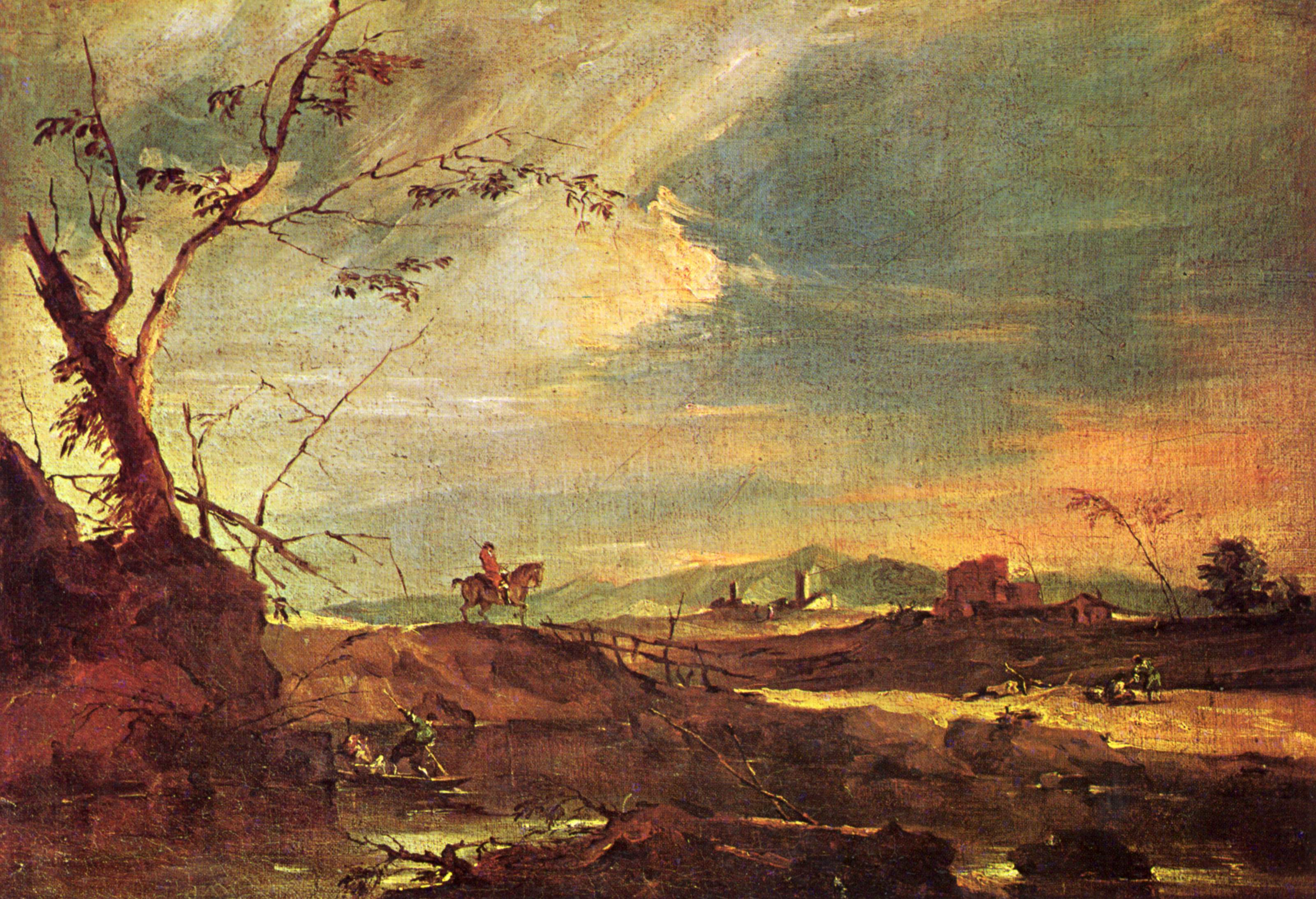
Франческо Гварді, пейзаж з вершником, 1750 р.

## Малюнки Леонардо в Амброзіані

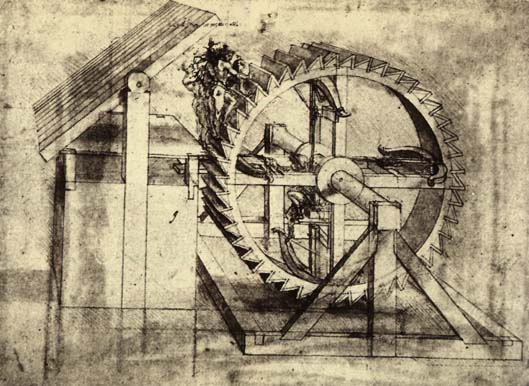
Колесо-механізм
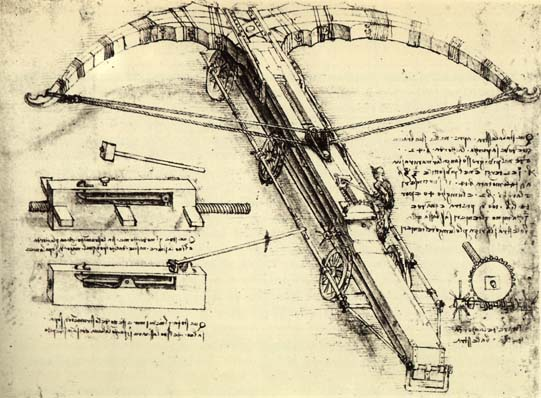
велетенський лук
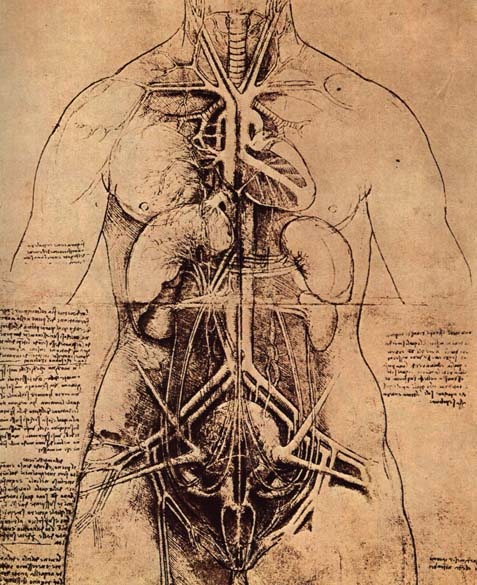
Жіночий торс ( анатомічний малюнок )
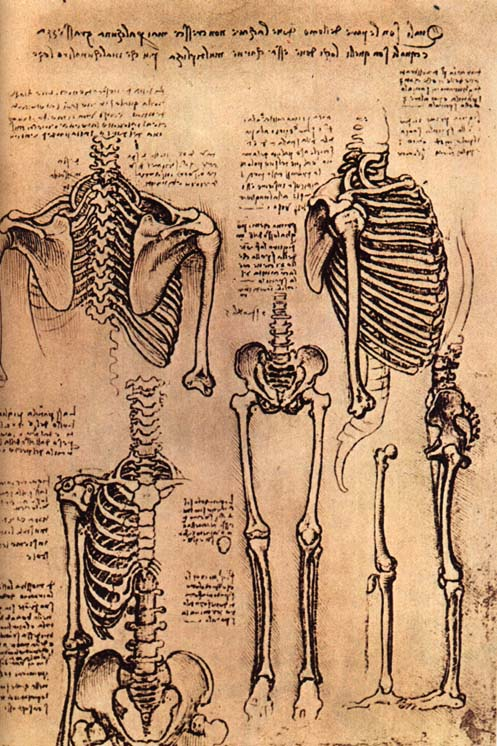
анатомічний малюнок кістяку
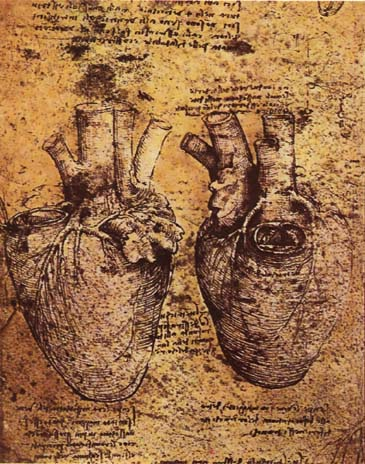
Серце, анатомічний малюнок
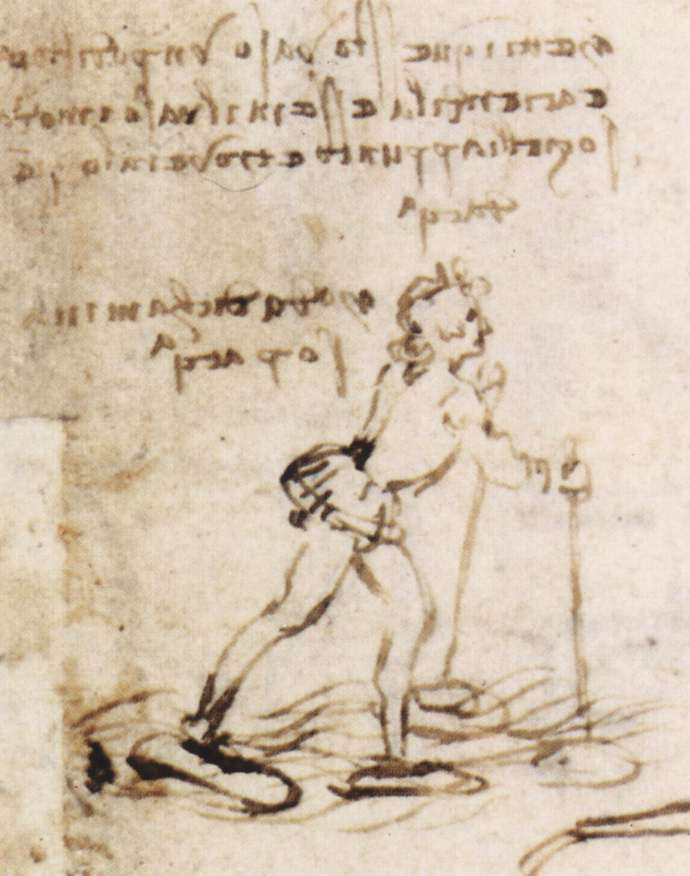
спосіб пересування по воді без човна
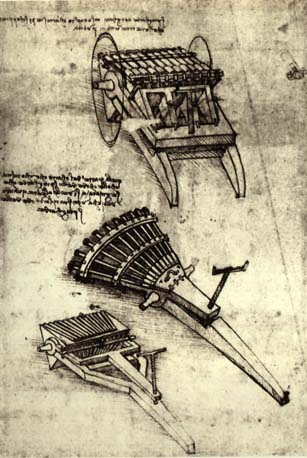
варіанти гармат
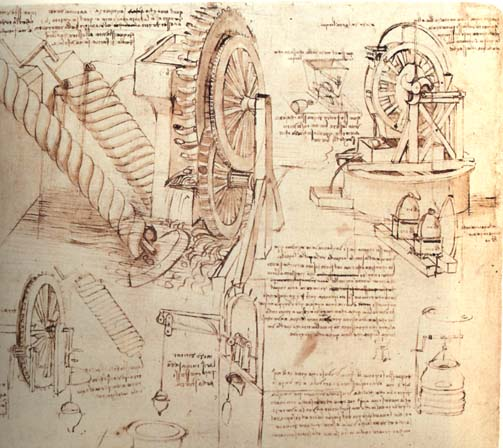
Архімедів гвинт і механізми

## Малюнки з рукописів

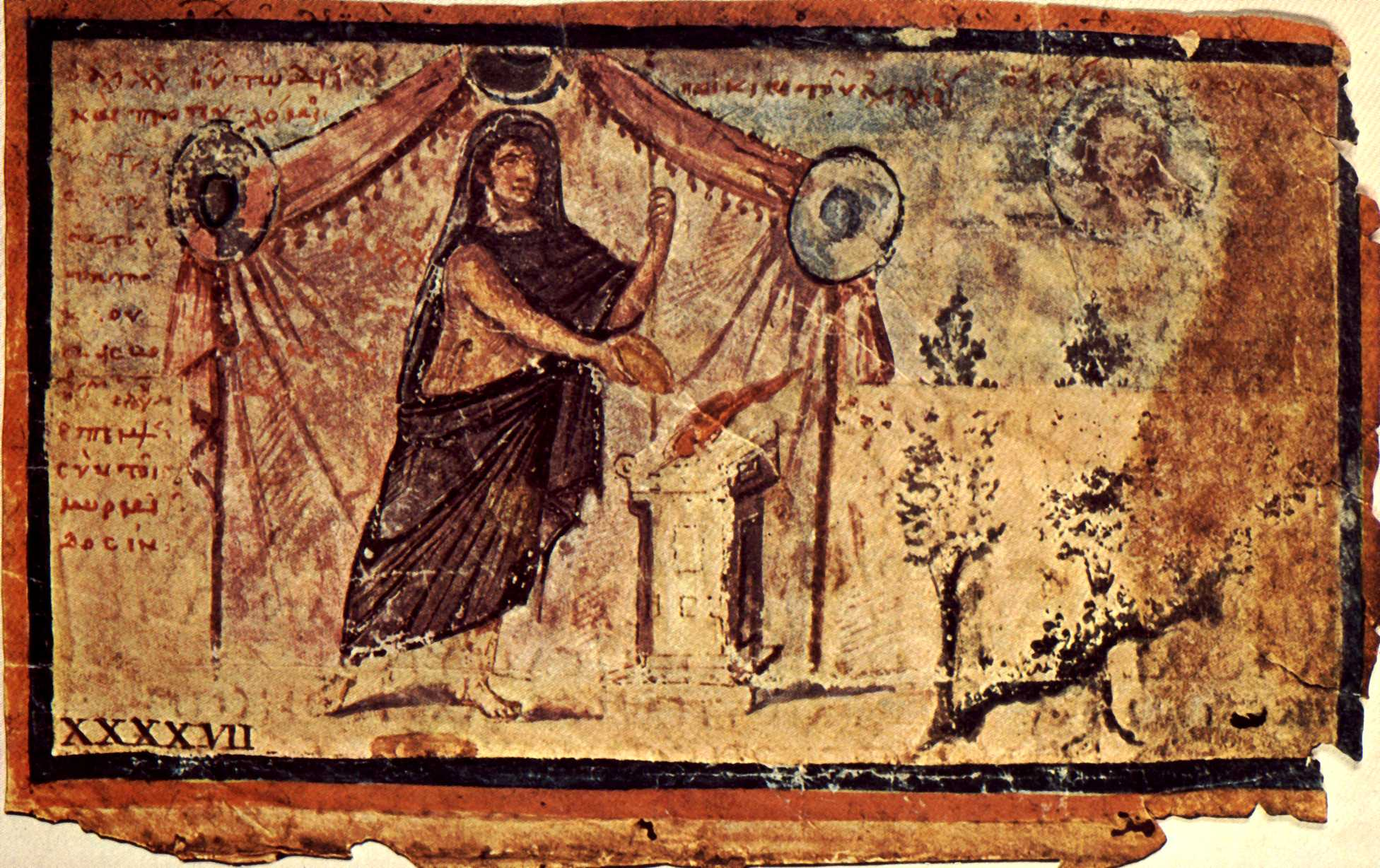
Жертвоприношення вином Ахілла
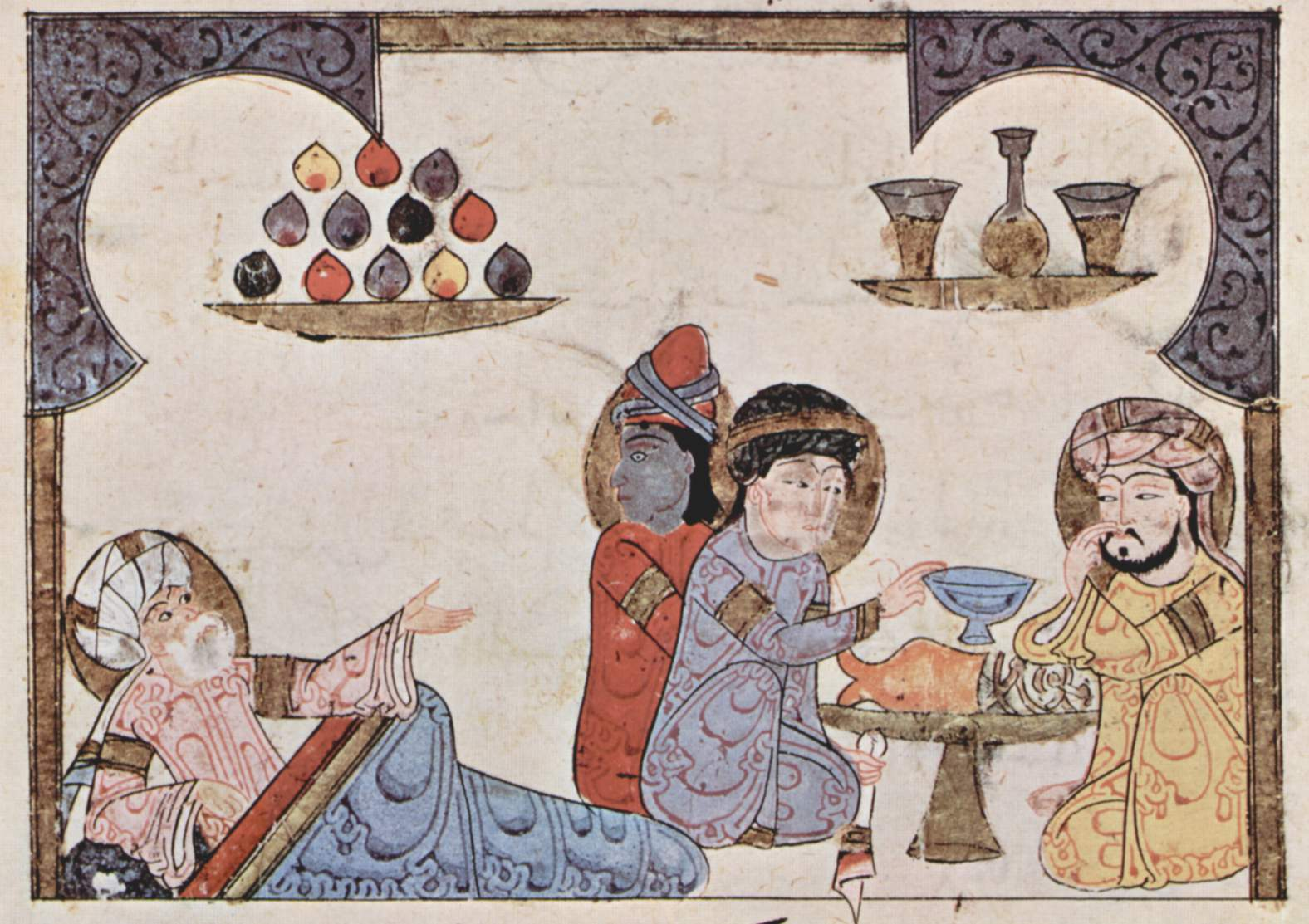
Бенкет, арабський малюнок 1275 р.
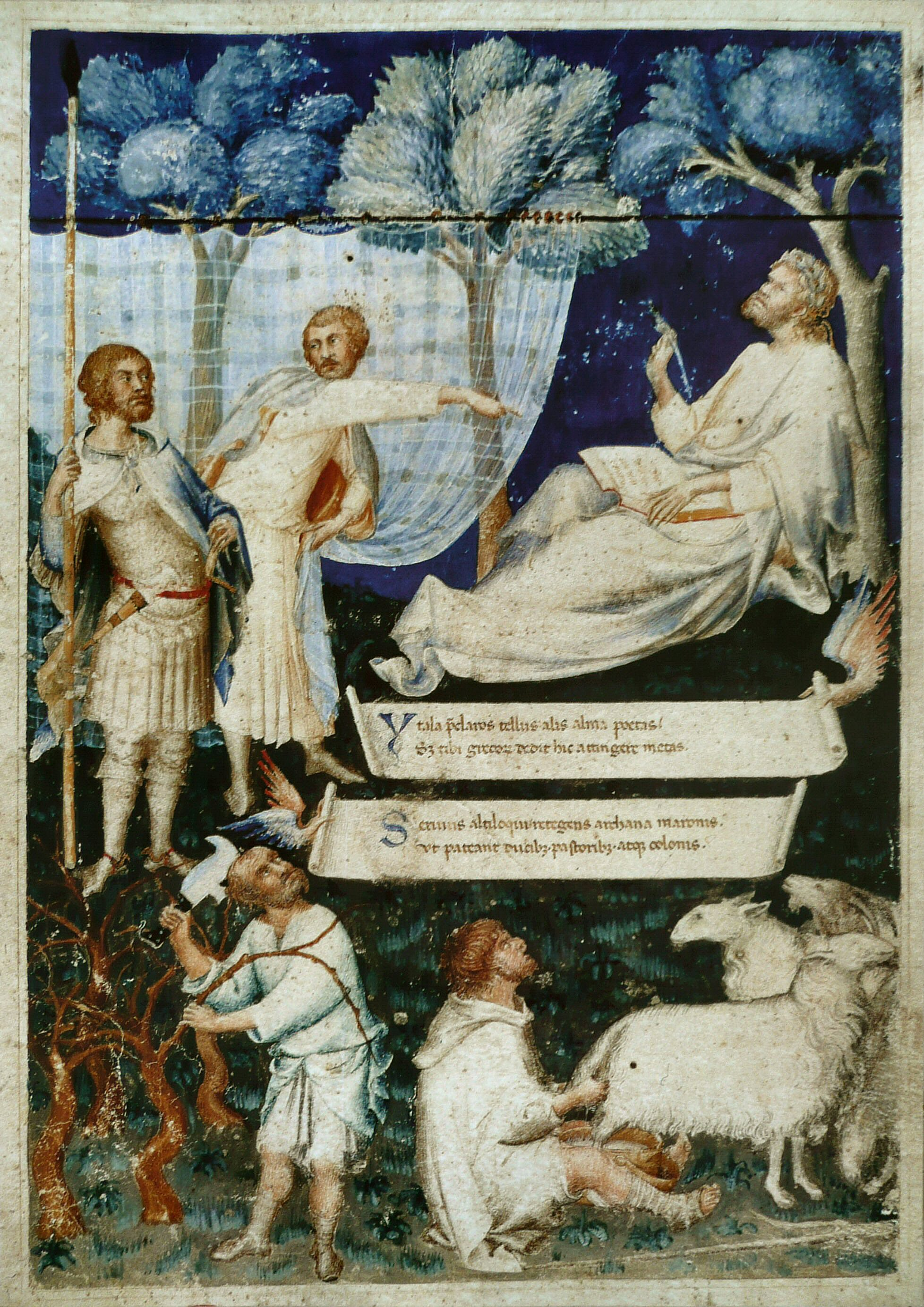
Сімоне Мартіні. Малюнок до твору Вергілія.
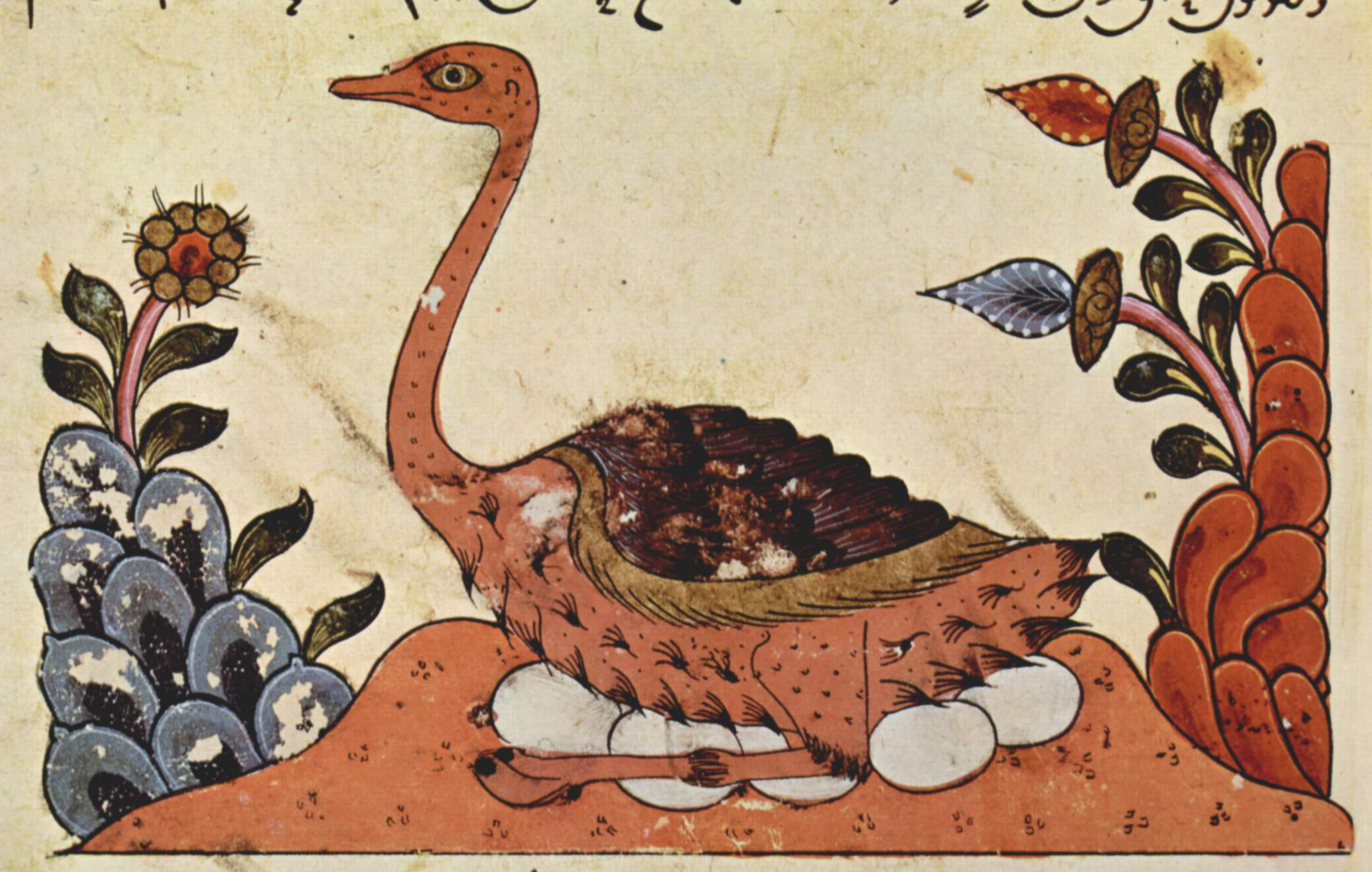
Майстер з Сирії, страус на  гніздовищі,  1335 р.